# معماری شبکه خودمختار
پروژه معماری شبکه خودمختار (ANA) با هدف کشف روشهای نوین سازماندهی و استفاده از شبکه‌هایی فراتر از میراث فناوری اینترنت است. هدف نهایی طراحی و توسعه یک معماری نوین شبکهٔ خودمختار است که امکان شکل‌گیری انعطاف‌پذیر، پویا و کاملاً مستقلی از گره‌های شبکه و همچنین کل شبکه را فراهم می‌کند. دانشگاه‌ها و موسسات تحقیقاتی از اروپا و آمریکای شمالی در این پروژه شرکت می‌کنند.
معماری مستقل شبکهٔ به دست آمده، امکان سازگاری پویا و سازماندهی مجدد شبکه را با توجه به فعالیت‌ها و نیازهای اقتصادی و اجتماعی کاربران فراهم می‌کند. به نظر می‌آید که این مسئله به ویژه در زمینه تلفن همراه که منابع جدید به صورت پویا در دسترس قرار می‌گیرند، دامنه‌های اداری مرتباً تغییر می‌کنند و مدل‌های اقتصادی متفاوت است، چالش‌برانگیز باشد.

## دربارهٔ پروژه
هدف علمی این پروژه شناسایی اصول اساسی شبکه خودمختار است. علاوه بر این، این پروژه چنین معماری مستقل شبکه ای را تولید و آزمایش خواهد کرد. خاصیت اصلی چنین شبکه ای این است که به روشی گسترش می‌یابد که عملکرد خود را از دست ندهد، یعنی شبکه می‌تواند هم به صورت افقی (قابلیت‌های بیشتر) و هم به صورت عمودی (روش‌های مختلف یکپارچه سازی قابلیت‌های فراوان) گسترش یابد. چالش مطرح شده در این پروژه ایجاد یک معماری شبکه و اضافه کردن عملکردهای مورد نیاز به آن برای نشان دادن امکان ایجاد شبکه‌های خودمختار در ۴ سال آینده است.

### آمار و ارقام
- دوره: ۱ ژانویه ۲۰۰۶–۳۱ دسامبر ۲۰۰۹
- آژانس بودجه: اتحادیه اروپا (اتحادیه اروپا)
- برنامه: فناوری جوامع اطلاعاتی - فناوری‌های نوظهور آینده (IST-FET)
- آژانس هماهنگی: ETH زوریخ، گروه سیستم‌های ارتباطی

### اهداف پروژه
پروژه معماری شبکه خودمختار (ANA) دو هدف مکمل دارد که به‌طور مداوم به یکدیگر بازخورد می‌دهند: یکی هدف علمی و دیگری هدف فناوری.

### هدف علمی
هدف علمی به دنبال شناسایی اصول اساسی شبکه‌های خودمختار (که شبکه‌ها را قادر می‌سازد نه تنها در اندازه بلکه در عملکرد نیز گسترش یابند) است. پیش فرض اصلی کار ما این است که یک شبکه که عملکردهای آن گسترش داده شده معادل یک شبکه در حال تکامل است که شامل ویژگیهای مختلف ضروری برای ارتباطات مستقل مانند خود مدیریت، خود بهینه‌سازی، خود نظارت، خود ترمیم و محافظت از خود است. در حقیقت این فرض می‌گوید که ویژگی‌های یاد شده باعث می‌شوند که چنین گسترش عملکردی به‌طور طبیعی منجر به شبکه‌هایی شود که نه تنها از نظر عملکرد غنی ترند بلکه از نظر اندازه نیز گسترش یافته‌اند. تحقیقات علمی در ANAبه جستجو در مورد مسائل به روزی مانند اتمیزه سازی ، انتشار و رسوبگذاری (که جایگزین روش فعلی لایه بندی استاتیک خواهند شد) می‌پردازند.
در نتیجهٔ این تحقیق یک معماری مستقل شبکهٔ نوین شکل خواهد گرفت. این معماری چارچوبی را برای ترکیب جدید عملکردهای شبکه فراهم می‌کند. هدف، ایحاد یک طراحی معماری جدید است که امکان شکل‌گیری انعطاف‌پذیر، پویا و کاملاً خودمختار از شبکه‌های بزرگ را فراهم می‌کند. در این شبکه‌های بزرگ عملکرد هر گره در شبکه نیز به صورت خودمختار می‌باشد. این معماری باید امکان سازگاری پویا و سازماندهی مجدد شبکه که با توجه به نیازهای کاری، اقتصادی و اجتماعی کاربران صورت می‌گیرد را فراهم کند. علاوه بر این، باید از گره‌های تلفن همراه و چندین دامنه مدیریتی پشتیبانی کند.

### هدف فناوری
فرضیه دوم در ANA این است که تنها راه موفق شدن ایده‌ها و مفاهیم جدید این است که آن‌ها را عملی کنیم؛ بنابراین، ANA علاوه بر اینکه نتایج تحقیقات علمی را منتشر می‌کند، چالش این را هم دارد که نشان دهد آنها در موقعیت‌های واقعی کار می‌کنند. ANA همچنین از تجربیات به دست آمده به عنوان بازخوردی برای اصلاح مدل‌های معماری و سایر نتایج تحقیق استفاده می‌کند.
بنابراین هدف فنی ANA تولید یک معماری شبکه خودمختار آزمایشی و نشان دادن امکان شبکه سازی خودمختار طی ۴ سال آینده است.
به عنوان اولین قدم، شبکه ای مبتنی بر زیرساخت غالب سوئیچ‌های اترنت و نقاط دسترسی بی‌سیم ساخته می‌شود. هدف این است که خود سازماندهی تک تک گره‌ها را در یک شبکه نشان دهیم. طراحی چنین شبکه ای پتانسیل این را دارد که به مشبک‌های بزرگ شبکه در محدوده ۱۰۵ عنصر فعال (مسیریابی) گسترش بیابد. بدیهی است که کنسرسیوم به تنهایی منابعی برای ساختن شبکه ای متشکل از ۱۰۵ گره نخواهد داشت. به منظور نشان دادن گسترش پذیری، سه روش پیش‌بینی شده‌است: الف) پوشش برای اتصال سایت‌های شرکت کننده به همدیگر، ب) شبیه‌سازی، و ج) یک رویکرد مشترک بازمانند اقدامات موفقی مثل "SETI @ Home" , "Folding @ Home"، برای شامل کردن آزمایشگران خارجی و انتشار نتایج ANA.
ANA در مرحله دوم، با استفاده از بینش‌های به دست آمده از تلاش‌های مرحلهٔ اول، محدودیت‌ها را کم کرده و اجازه می‌دهد دستگاه‌های ناهمگن بی‌سیم چندتایی و همچنین باسیم به شکل مستقل ادغام شوند. در اینجا تمرکز بر روی خود-سازماندهی شبکه‌ها به یک شبکه جهانی است. منطق رویکرد دو فاز این است که معماری تنها در صورت بررسی بیش از یک مورد قابل توسعه و است و کیفیت آن ثابت می‌شود.
این دو هدف (علمی و فنی) در یک حلقه یکدیگر را تکمیل و تقویت می‌کنند: در مرحله اولیه نمونه‌های اولیه نتایج تحقیق در بستر آزمایش اجرا می‌شوند، به طوری که نتایج اولیه آزمایش می‌تواند به عنوان بازخورد جهت هدایت و اصلاح طراحی معماری و به دست آوردن نتایج تحقیق دقیق تر و واقعی تر استفاده شود. بخش تحقیقاتی، بستر آزمایش را به منظور حفظ و نگهداری آن در صف جلوی فناوری شکل می‌دهد. برای کمک به تحقق بخشیدن به چشم‌اندازهای بلند مدت، ANA از بستر آزمایش به عنوان یک وسیله تحقیقاتی استفاده می‌کند در حالی که همچنان به ایدهٔ شبکهٔ خودمختار اولیه متعهد است.

## شرکای پروژه
- ETH زوریخ، گروه سیستم‌های ارتباطی
- دانشگاه بازل
- NEC Europe Ltd. آزمایشگاه‌های شبکه (NEC)
- دانشگاه لنکستر (ULanc)
- مؤسسه Fraunhofer برای سیستم‌های ارتباطی باز (FOKUS)
- دانشگاه لیژ (ULg)
- دانشگاه پاریس ششم
- پیر و ماری کوری (UPMC)
- دانشگاه ملی و Kapodistrian آتن (NKUA)
- دانشگاه اسلو (UiO)
- Telekom اتریش
- دانشگاه واترلو